# Васил Мицов
Васил Димитров Мицов е български политик, кмет на Орхание в периода 1924 – 1930 г.

## Биография
Роден е около 1885 г. Произхожда от рода на Вуто Капитански. Негов чичо е опълченецът Васил Мицов, на когото е кръстен. Завършва търговска гимназия. В периода 1923 – 1924 г., заедно с Тодор Бояджиев и Цоло Кръстев, е част от тричленната комисия, която управлява Орхание. На 21 юни 1924 г. е избран за кмет. През 1926 и 1929 г. е преизбиран. Прекратява доброволно мандата си през 1930 г. По време на неговото управление се подпомагат с лекарства и продоволствия 242 жители на града. Улица „Гурко“ е осветена. В гимназията се изучават всички класове, т.е. тя става „пълна“. Построен е параклиса „Рождество Богородично“ в местността Зелин. Построени са и други манастирски сгради. Създаден е Общоградски комитет за стопанско и културно повдигане на града и околията. На 20 октомври 1929 г. е открит паметникът на загиналите за Отечеството (дн. Незнайният войн). По това време се разширява и водопреносната мрежа в Орхание.